# Jefrem (Prosjanok)
Jefrem (světským jménem: Roman Vasiljevič Prosjanok; * 27. června 1977, Gukovo) je ruský duchovní Ruské pravoslavné církve a emeritní arcibiskup birobidžanský a kuldurský.

## Život
Narodil se 27. června 1977 v Gukovu.
Roku 1994 dokončil střední školu č. 5 v Gukovu. Rok předtím začal sloužit v chrámu.
V letech 1994–1998 studoval na fakultě managementu a informačních systémů Rostovské státní ekonomické akademie. Od srpna 1998 do srpna 1999 byl vratným a pekařem při Moskevské duchovní akademii. Následně byl přijat na Moskevský duchovní seminář.
Dne 26. března 2004 byl v chrámu Svaté Trojice Trojicko-sergijevské lávry rektorem Moskevských duchovních škol arcibiskupem verejským Jevgenijem (Rešetnikovem) postřižen na monacha se jménem Jefrem na počest svatého Efréma Syrského.
Dne 2. května 2004 byl v chrámu Pokrova přesvaté Bohorodice při akademii rukopoložen arcibiskupem Jevgenijem na hierodiakona a stejného roku nastoupil na Moskevskou duchovní akademii. Dne 5. března 2006 byl rukopoložen na jeromonacha.
V červnu 2006 dokončil externě studium na akademii a byl poslán na Chabarovský duchovní seminář, kde se stal vedoucím knihovny, duchovním katedrálního chrámu Proměnění Páně v Chabarovsku a ključarem (pomocník představeného) chrámu Zesnutí přesvaté Bohorodice.
Dne 21. září 2006 získal právo nosit nabedrenik a náprsní kříž.
V květnu 2008 dokončil studium na Kyjevské duchovní akademii, kde obhájil svou disertační práci na téma "Ideový význam modliteb a historie svátku Zvěstování přesvaté Bohorodice".
V březnu 2009 byl jmenován sekretářem Akademické rady Chabarovského duchovního semináře a v listopadu byl převeden na funkci prorektora pro vědeckou činnost.
Na Velikonoce roku 2009 byl arcibiskupem chabarovským a priamurský Markem (Tužikovem) povysn na igumena.
Dne 8. března 2010 byl ustanoven prvním prorektorem Chabarovského duchovního semináře a vstoupil do Rady rektorů Chabarovského kraje a Židovské autonomní oblasti.
Dne 6. října 2011 jej Svatý synod zvolil biskupem nikolajevským a vikářem chabarovské eparchie. Dne 30. října 2011 byl v chrámu Proměnění Páně v Chabarovsku metropolitou Ignatijem (Pologrudovem) povýšen na archimandritu.
Dne 28. prosince 2011 mu byl Svatým synoden změněn titul na biskup bikinský.
Dne 31. prosince 2011 byl v chrámu Krista Spasitele v Moskvě oficiálně jmenován biskupem a 28. ledna 2012 proběhla v chrámu svatého Pimena Velikého v Nových Vorotnikách (Moskva) jeho biskupská chirotonie. Světiteli byli patriarcha moskevský Kirill, metropolita saranský a mordovský Varsonofij (Sudakov), metropolita chabarovský a priamurský Ignatij (Pologrudov), arcibiskup istrijský Arsenij (Jepifanov), biskup Arkadij (Afonin), biskup solněčnogorský Sergij (Čašin) a biskup nikolajevský Aristarch (Jacurin).
Dne 5. května 2015 byl Svatým synodem ustanoven biskupem birobidžanským a kuldurským.
Dne 4. prosince 2017 byl při liturgii v chrámu Krista Spasitele povýšen patriarchou Kirillem na arcibiskupa.
Roku 2022 dokončil studium na Priamurské státní univerzitě.
Dne 12. března 2024 byl uvolněn z funkce arcibiskupa birobidžanského. Jako místo pobytu mu byl určen Iverský monastýr v Leninsku-Kuzněckém.